# Gaj (gmina Srbac)
Gaj (cyr. Гај) – wieś w Bośni i Hercegowinie, w Republice Serbskiej, w gminie Srbac. W 2013 roku liczyła 3 mieszkańców.